# Parincea
Parincea is een Roemeense gemeente in het district Bacău.
Parincea telt 3891 inwoners.